# Abdelkader Ben Hassen
Abdelkader Ben Hassen (en árabe: عبد القادر بلحسن‎; Ciudad de Túnez, Túnez, 24 de septiembre de 1969) es un exfutbolista y entrenador de fútbol de Túnez que jugaba en la posición de delantero.

## Carrera

### Club
| Periodo   | Club             |
| --------- | ---------------- |
| 1987-1992 | CO Transports    |
| 1992-1993 | CA Bizertin      |
| 1993-1994 | Al-Ahli Saudi FC |
| 1994-1997 | ES Tunis         |
| 1997-1998 | CA Bizertin      |
| 1999-2002 | CO Transports    |

### Selección nacional
Jugó para Túnez en 15 ocasiones de 1995 a 1998 y anotó cinco goles; participó en la Copa Africana de Naciones 1996.

### Entrenador
| Periodo   | Club             |
| --------- | ---------------- |
| 2006      | Baréin U17       |
| 2007      | CA Bizertin      |
| 2007-2008 | CS Fouchana      |
| 2008-2009 | ES Métlaoui      |
| 2010      | CO Transports    |
| 2011      | SC Moknine       |
| 2012      | CS Korba         |
| 2013      | US Ben Guerdane  |
| 2013-2015 | Nadi Al-Sahel FC |

## Logros

### Club
- Copa Africana de Clubes Campeones (1): 1994
- Copa Afro-Asiática (1): 1995
- Copa de Túnez (1): 1996/97

### Individual
- Goleador de la CLP-1 (2): 1992/93, 1997/98